# Miquel Calsina i Buscà
Miquel Calsina i Buscà (Torroella de Montgrí, 1970) és prevere de la diòcesi de Girona, professor de sociologia a la Facultat de Comunicació i Relacions Internacionals Blanquerna, membre del patronat de la Fundació Joan Maragall, i forma part del Consell Assessor per a la Diversitat Religiosa de la Generalitat de Catalunya. Des del gener de 2019, és el director de la revista Qüestions de Vida Cristiana, una històrica revista de l'església conciliar catalana fundada el 1958 a Montserrat per Evangelista Vilanova i que des del 2009 edita la Fundació Joan Maragall.
Participa en el Grup de Reflexió sobre Teologia i Pensament de la Facultat de Teologia de Catalunya. Ha coordinat l'edició de publicacions com: Catalunya, reptes ètics (2006), Religions i espiritualitat en un món en crisi (2009) i Valors útils per a la Catalunya del futur (2009). És coautor de Les veus dels indignats a Catalunya (2013) i Palabras clave de sociología (2015).